# Anii 200
Secole: Secolul al II-lea - Secolul al III-lea - Secolul al IV-lea
Decenii: Anii 150 Anii 160 Anii 170 Anii 180 Anii 190 - Anii 200 - Anii 210 Anii 220 Anii 230 Anii 240 Anii 250
Ani: 200 | 201 | 202 | 203 | 204 | 205 | 206 | 207 | 208 | 209